# Laelith
Laelith est le nom d'une cité imaginaire médiévale-fantastique créée dans les années 1980 par l'équipe de rédaction du magazine de jeux de rôle français Casus Belli.

## Historique de la publication
Publié en décembre 1985 sous la forme d'un dossier dans le no 35 du magazine Casus Belli, Laelith est un univers pouvant servir de décor pour de nombreux jeux de rôle. La cité et l'univers dans lequel elle se situe ont ensuite été enrichis au fil des numéros suivants. Les environs de la ville ont été décrits dans le no 42 (août 1987).
Laelith est également le lieu privilégié des scénarios de Advanced Dungeons and Dragons publiés dans Casus Belli jusqu'au no 45. Une version « consolidée » est publiée dans un numéro hors série de 1991 intitulé Laelith - Pour tout jeu de rôle médiéval-fantastique.
En 2000, Casus Belli publia un nouveau hors série nommé Laelith, 20 ans après, compilation et évolution historique de la cité.
En 2016, l'éditeur Black Book Éditions (BBE) — qui édite notamment la 4e mouture de Casus Belli — décide de traduire le cœur des règles (le document de référence du système, DRS) de Dungeons & Dragons 5, rendu libre par Wizards of the Coast. La campagne de financement participatif ayant remporté un vif succès, ils annoncent une nouvelle parution de Laelith via une campagne participative qui démarre le 8 novembre 2016.

## Description

### Laelith
Laelith est une ville sainte, un lieu de pèlerinage dont la population est, de fait, extrêmement cosmopolite. A sa tête se trouve un personnage supposé d’ascendance divine désigné sous le nom de Roi-Dieu qui, en tant qu’autorité ultime du culte des éléments, dirige la ville.
Bien qu'elle soit entourée d'une région inhospitalière qui l'isole du reste du monde, des milliers de pèlerins font chaque année route vers Laelith au cours de longs voyages afin de visiter les quatre temples du culte des éléments, ceux-ci regroupant toutes les religions pratiquées de par le monde.
La topographie de la ville est inspirée de la ville de Constantine en Algérie, visitée quelques années auparavant par Didier Guiserix, un des co-auteurs. Elle se situe sur un plateau rocheux bordant le lac d'Altalith ; ce plateau, à la suite d'un cataclysme, s'est fracturé et incliné. C'est donc une ville en pente ; en haut se situe le quartier de la Haute Terrasse, avec notamment le palais du Roi-Dieu et le quartier des temples ; en bas se situe la Chaussée du Lac, le quartier du port qui communique avec le lac. Certaines rues sont tellement inclinées qu'elles sont nommées « échelles ».
Les autres « terrasses » (ou quartiers) sont la Main qui Travaille (le quartier des artisans), la Prospérité (le quartier des commerçant), le Nuage (le quartier universitaire et mystique) et le la terrasse du Châtiment (un quartier à part, mal famé et ensorcelé).
Une faille, dans laquelle coule une rivière venant du lac, sépare la ville en deux. Sous la ville se trouve le Cloaque, véritable septième quartier de la ville, un dédale de tunnels, refuge de créatures monstrueuses.

### Les provinces du Haut Lac
Autour du lac d'Altalith s'étendent six provinces : le Matriarcat d'Olizya, la Baronnie de Kaoca, la Marche d'Azilian, le Grand Duché d'Agramor, la Fédération des Comtés d'Egonzasthan et les Jardins de Jadhys.